# Catàlegs regionaris
Els catàlegs regionaris de Roma són dos catàlegs de monuments de Roma classificats segons les catorze regions de la ciutat, establertes l'any 7 aC per August, que daten tots dos del segle iv. S'intitulen Curiosum urbis Romae regionum XIIII ('curiositat sobre les catorze regions de la ciutat de Roma') i Notitia urbis Romae regionum XIV ('notícia sobre les catorze regions de la ciutat de Roma'). Tots dos són composicions relativament breus i que no contenen text cohesionat, ans són simples llistes d'edificis, carrers i altres espais urbans.

## Composició
Com que es tracta de dues versions molt paregudes, hom conclou que es tracta d'un mateix text que fou ampliat i modificat fins a donar lloc a dos texts diferents. El Curiosum degué ser modificat per un autor poc versat en la llengua clàssica, perquè conté nombroses faltes a la norma; en canvi, és més fidel a l'original pel que fa al contingut, atès que la Notitia conté addicions explicatives i canvis d'orde respecte de l'original.
Atès que no es llista ni un sol monument cristià, es dedueix que el text és anterior a l'oficialització del cristianisme o dels primers anys; ço és, la primera meitat del segle iv. En concret, sembla que, tenint en compte els edificis que coneix i els que ignora, es pot situar la composició del text original no gaire més tard del 312. Pel que fa al moment d'aparició de cadascuna de les dues versions, la Notitia es degué compilar entre el 334 i el 357, perquè esmenta l'Equus Constantini i desconeix l'obelisc erigit al Circ Màxim per Constantí; per la seva banda, el Curiosum deu datar entre el 357 i el 400, atès que sí que coneix el dit obelisc però no les noves portes de la murada de l'emperador Honori.
Durant el Renaixement, aquests catàlegs cobraren un gran interès entre els humanistes, i foren copiats i editats diverses vegades. Això donà lloc a males interpretacions del text, i com que es tracta d'obres anònimes, a la fabricació de falsos autors. Així, cap a 1450 Blondus trià el nom de Sext Rufus com a autor del catàleg perquè el trobà en un manuscrit a continuació del Breviarum de l'historiador Sext Rufus; posteriorment, Panvinius forjà un nou text a partir d'un manuscrit de Ligorius amb un suplement amb la Base Capitolina i el distribuí sota el mateix nom de Sext Rufus, cosa que portà a creure, erròniament, que es tractava d'un text i d'un autor antics. D'altra banda, Parrhasius inventà el nom de Publi Víctor el 1503 per un text que contenia el Curiosum interpolat per Pomponius Laetus.

## Manuscrits
Els manuscrits principals per establir el text del Curiosum són els següents:
- Vaticanus latinus 3321 (segle viii)
- Vaticanus latinus 1984 (segle xi-xii)
- Vaticanus latinus 3227 (segle xi-xii)
- Laurentianus pluteus 89 sup. 67 (segle x)

Els manuscrits principals per establir el text la Notitia són els següents:
- Vindobonensis latinus 162 (segle ix)
- Spirensis (segle viii-x), perdut del segle xvi ençà, es pot reconstruir a partir d'un bon nombre de còpies directes del segle xv